# Моноаміноксидаза
Моноаміноксидаза (МАО) — сімейство ферментів, які каталізують окислення моноамінів, використовуючи кисень для відсікання їх аміногрупи (оксидоредуктази, що дезамінують моноаміни).
Вона виявлена у багатьох тканинах, але найбільша концентрація — у печінці, шлунку, нирках.
Як і решта оксидаз, МАО належить до ферментів, які знешкоджують біогенні аміни в організмі. Накопичення останніх може чинити негативний вплив на фізіологічний стан і викликати низку значних порушень в організмі. Однак органи і тканини мають спеціальні механізми детоксикації фізіологічно активних амінів, які в загальному вигляді зводяться до їх окиснювального дезамінування з утворенням відповідних альдегідів і вивільненням амоніаку.
У клінічній практиці величина активності МАО в тромбоцитах служить показником ефективності лікування інгібіторами МАО, а також використовується як клініко-діагностичний тест при диспансерному обстеженні хворих на шизофренію.

## Генетика
У людини є два гени, що кодують дві ізоформи ферменту: моноаміноксидаза A та моноаміноксидаза B.